# Reyhaneh Parsa
Reyhaneh Parsa (nacida el 20 de febrero de 1999) es una actriz iraní . Reyhaneh Parsa nació el primero de Esfand de 1999 en Teherán. Se graduó en el conservatorio con una licenciatura en teatro,  
En abril de 2009, Parsa fue invitada al programa Khandvaneh.  El programa en el que participó con Sina Mehrad se convirtió en un récord en cuanto a reflexión en las redes sociales y número de espectadores de Telubion.  La primera aparición de Parsa en una entrevista televisiva en el programa Iranium tuvo lugar en agosto de 2016. 

## Otros sitios web
- Reyhaneh Parsa en Internet Movie Database (en inglés).
- Wikimedia Commons alberga una categoría multimedia sobre Reyhaneh Parsa.

- Datos: Q97929227
- Multimedia: Reyhaneh Parsa / Q97929227